# C22H19NO2
化学式C22H19NO2（摩尔质量：329.4 g/mol）可以指：
- JWH-078，CAS号：210179-37-6
- 拉索昔芬，CAS号：5034-76-4
- LSM-17430，PubChem CID：54677759

|  | 这个同类索引页列出了具有相同分子式的化学物（即同分異構體）条目。 除非您是有意链接至本页，否则应将相应条目的内部链接指向正确的条目。 |